# Virigneux
Virigneux ist eine französische Gemeinde mit 621 Einwohnern (Stand: 1. Januar 2022) im Département Loire in der Region Auvergne-Rhône-Alpes. Sie gehört zum Arrondissement Montbrison und zum Kanton Feurs.

## Lage
Die Gemeinde Virigneux liegt etwa 27 Kilometer nördlich von Saint-Étienne und 37 Kilometer westsüdwestlich von Lyon in der historischen Provinz Forez in den Monts du Lyonnais an der Grenze zum Département Rhône. Das Gemeindegebiet wird vom Fluss Toranche und seinem Zufluss Pont Lyonnais durchquert. Umgeben wird Virigneux von den Nachbargemeinden Saint-Barthélemy-Lestra im Nordwesten und Norden, Saint-Martin-Lestra im Norden und Nordosten, Haute-Rivoire im Nordosten, Meys im Osten, Maringes im Süden, Saint-Cyr-les-Vignes im Westen und Südwesten sowie Valeille im Westen und Nordwesten.

## Bevölkerungsentwicklung
| Jahr                       | 1962 | 1968 | 1975 | 1982 | 1990 | 1999 | 2011 | 2022 |
| -------------------------- | ---- | ---- | ---- | ---- | ---- | ---- | ---- | ---- |
| Einwohner                  | 501  | 425  | 388  | 354  | 366  | 465  | 626  | 621  |
| Quellen: Cassini und INSEE |      |      |      |      |      |      |      |      |

## Sehenswürdigkeiten
- Kirche La Nativité-de-Saint-Jean-Baptiste (Johannes-der-Täufer-Geburtskirche)

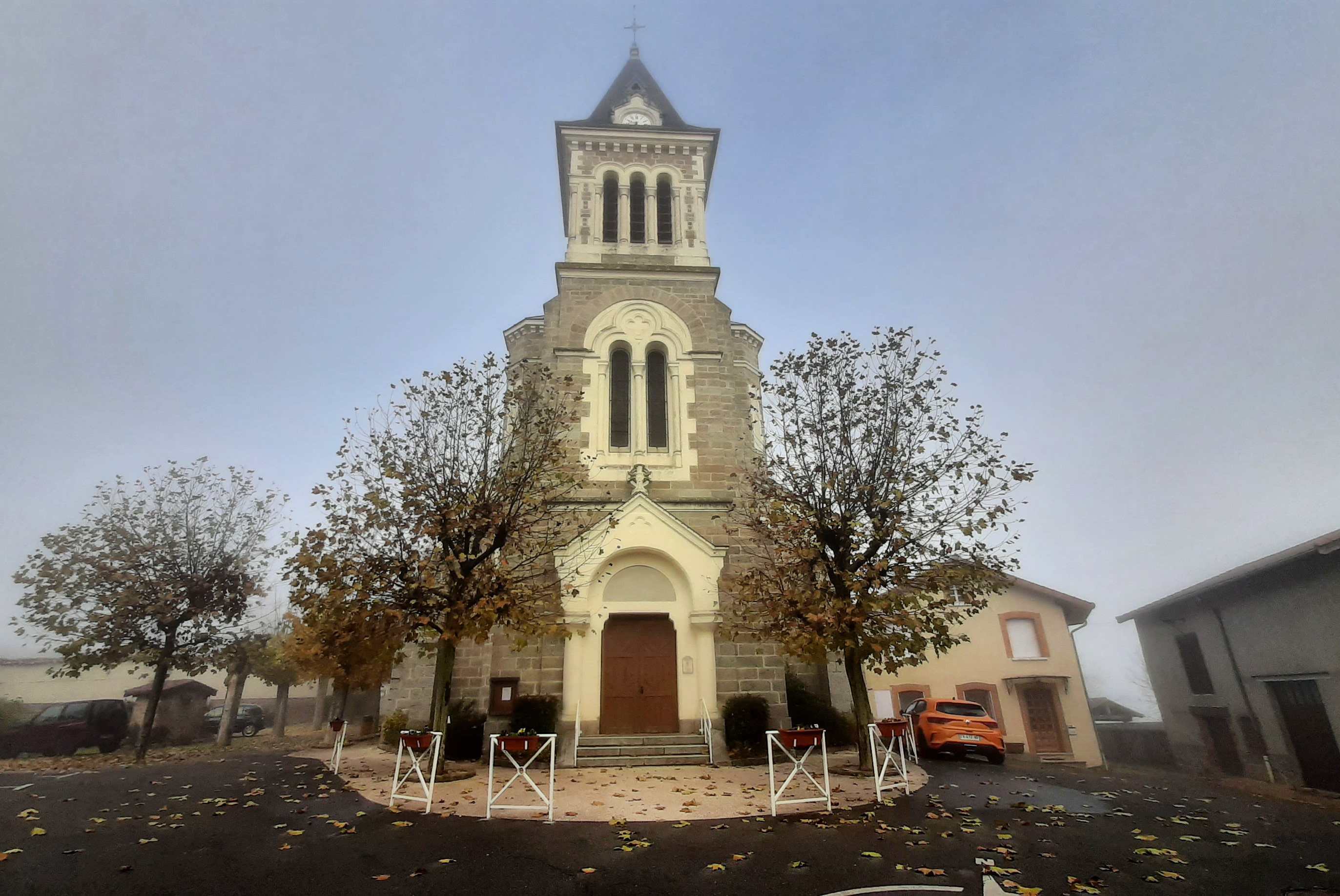
Kirche La Nativité-de-Saint-Jean-Baptiste